# Itigi (Distrikt)
Itigi ist ein Distrikt der Region Singida in Tansania. Das Verwaltungszentrum befindet sich in der gleichnamigen Stadt Itigi. Der Distrikt grenzt im Norden an den Distrikt Ikungi, im Osten an den Distrikt Manyoni, im Südosten an die Region Iringa, im Südwesten an die Region Mbeya und im Westen an die Region Tabora.

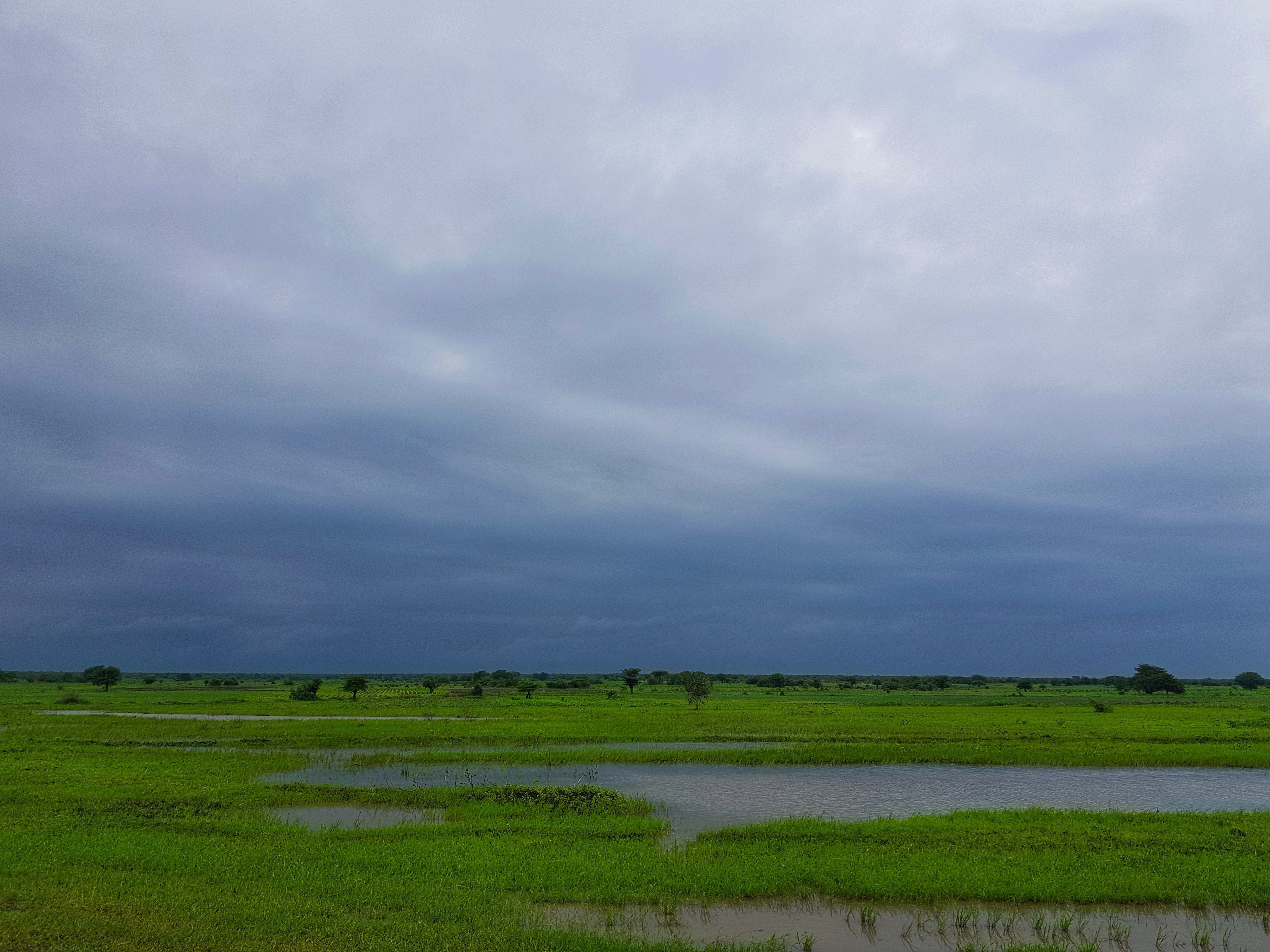
Landschaft in Itigi

## Geographie
Itigi hat eine Fläche von 17.436 Quadratkilometer und 215.947 Einwohner (Volkszählung 2022).
Lage
Der Distrikt liegt im nördlichen Teil des zentralen Hochlandes von Tansania in einer Höhe zwischen 1200 und 1500 Metern. Der nördliche Teil ist flach, im Südwesten gibt es steile Hügel die bis zu 180 Meter hoch aufragen.
Klima
Im Distrikt herrscht Steppenklima, BSh nach der effektiven Klimaklassifikation. Im Jahresdurchschnitt fallen nur 632 Millimeter Niederschlag, von Mai bis Oktober regnet es kaum. Die Durchschnittstemperatur liegt zwischen 19,4 Grad Celsius im Juli und 23,8 Grad im November.

## Geschichte
Der Distrikt entstand im Jahr 2015 durch die Abtrennung vom Distrikt Manyoni.

## Verwaltungsgliederung
Itigi besteht aus einem Wahlkreis (Council) und 13 Bezirken (Wards):
- Aghondi
- Idodyandole
- Ipande
- Itigi Majengo
- Itigi Mjini
- Kalangali
- Kitaraka
- Mgandu
- Mitundu
- Mwamagembe
- Rungwa
- Sanjaranda
- Tambukareli

## Bevölkerung
Im Distrikt leben 6 ethnische Gruppen: Gogo, Taturu, Nyaturu, Sukuma, Nyamwezi und Kimbu.

## Einrichtungen und Dienstleistungen
- Bildung: Im Distrikt befinden sich 42 Grundschulen und 12 weiterführende Schulen.[7]
- Gesundheit: In Itigi gibt es 2 Gesundheitszentren und 14 Apotheken.[7]

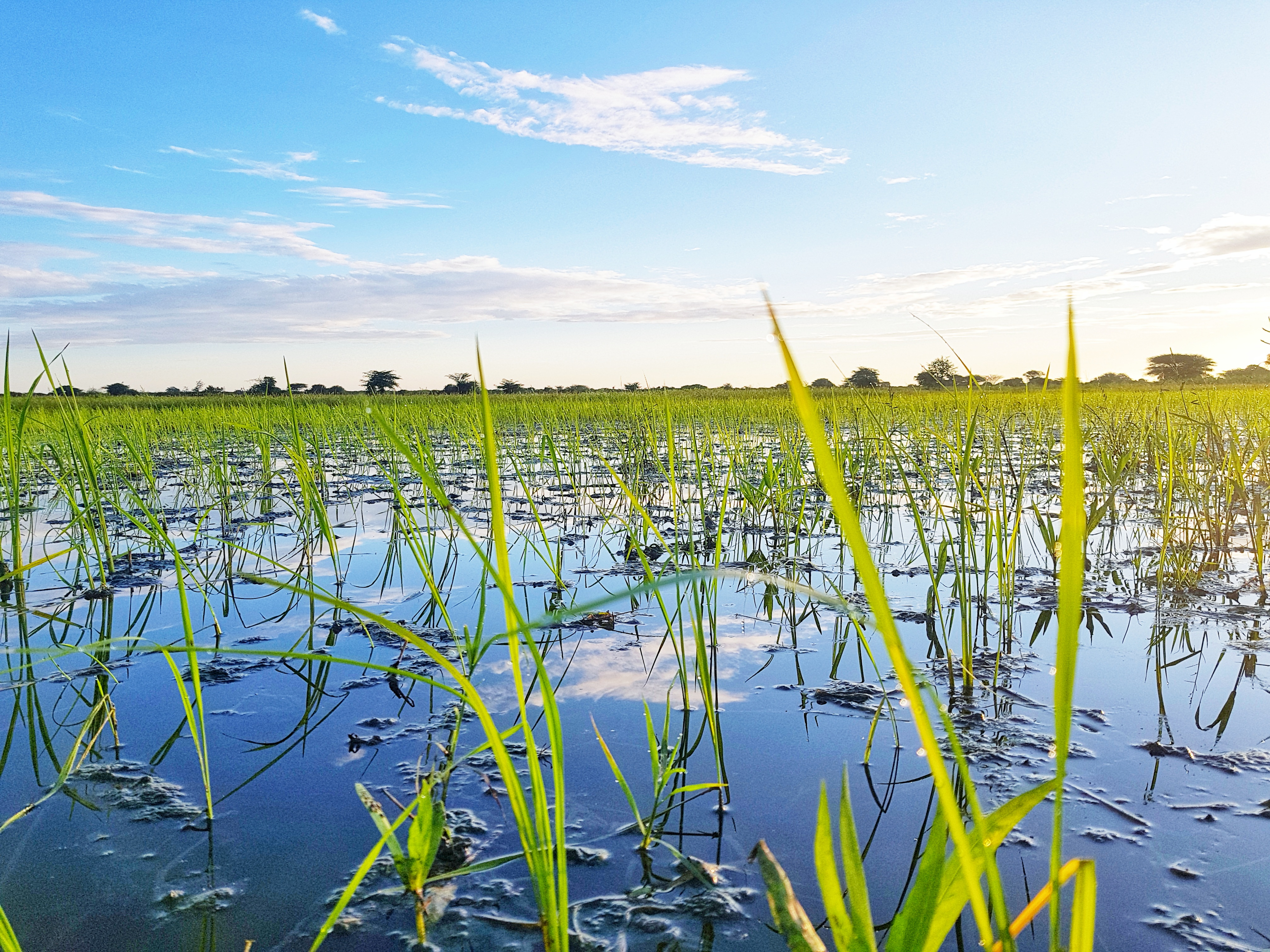
Reisfeld in Itigi

## Wirtschaft und Infrastruktur
- Landwirtschaft: Die Landwirtschaft ist die wichtigste wirtschaftliche Tätigkeit. Es werden Rinder, Ziegen, Schafe und Geflügel gezüchtet und Imkerei betrieben.[5]
- Bergbau: Im Distrikt wird Gips abgebaut.[5]
- Eisenbahn: Itigi hat einen Bahnhof an der von Tanzanian Railways betriebenen Central Line von Daressalam nach Kigoma.
- Straßen: Durch den Norden des Distriktes verläuft die asphaltierte Nationalstraße T18 von Dodoma im Osten nach Tabora im Westen. In der Stadt Itigi kreuzt diese die hier unbefestigte Nationalstraße T22, die von Singida im Norden nach Rungwa im Süden führt.[8]

## Sehenswürdigkeiten
- Rungwa-Wildreservat: Dieses 1951 eingerichtete Reservat hat eine Fläche von 9000 Quadratkilometer.[9]